# مارگا مارگا
مارگا مارگا (به اسپانیایی: Provincia de Marga Marga) یک استان در شیلی است که در منطقه والپارایزو واقع شده‌است. مارگا مارگا ۱٬۱۵۹٫۰ کیلومتر مربع مساحت و ۳۲۵٬۲۰۷ نفر جمعیت دارد.